# Культура східної лінійної кераміки

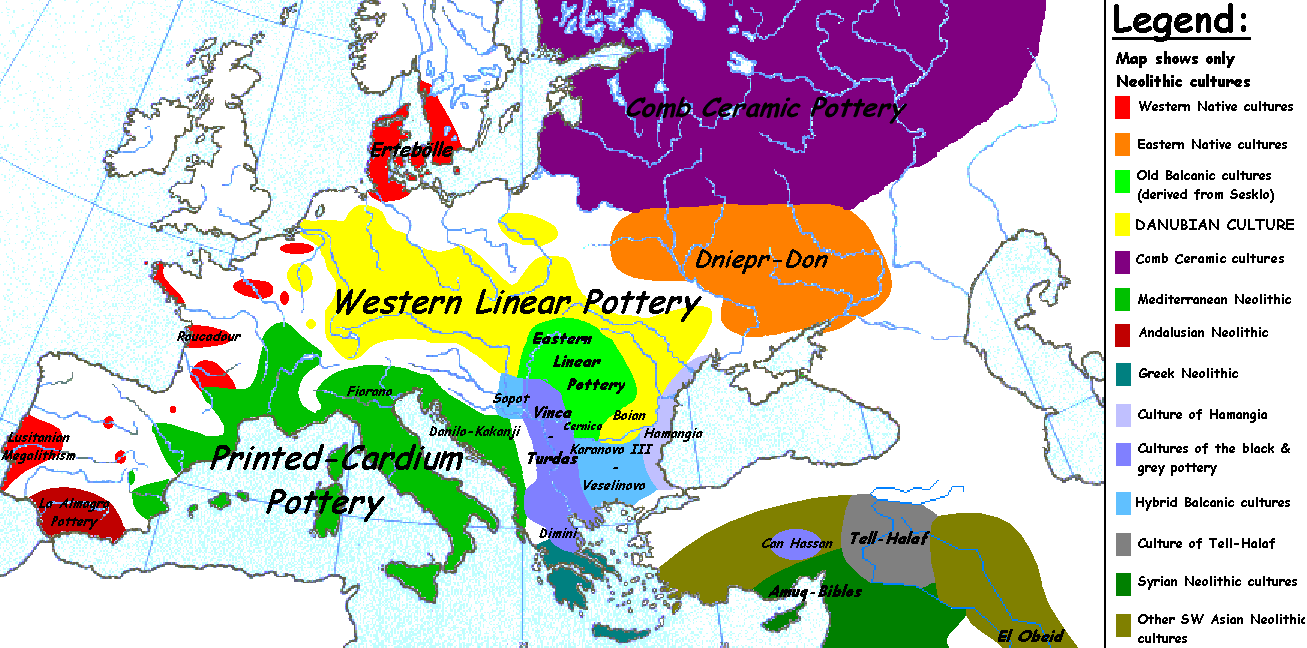
культура означена світло-зеленою плямою

Культура східної лінійної кераміки (в Угорщині - Культура альфелдської лінійної кераміки, в Румунії - Ciumeşt) - археологічна культура новокам’яної доби. 
У низовині Великий Альфельд слідує за Старчево-криською культурою. Змінюється буковогірської культурою.
Була сучасною культурі лінійно-стрічкової кераміки.
Датується 5700-5000 роками до Р.Х. (за старим датуванням 5000-4300 роки до Р.Х.).

## Поширення
Українське Закарпаття, східна Словаччина, східна Угорщина, межуюча територія Сербії, румунська Трансильванія.

## Кераміка
Кераміка відрізняється від західної лінійної кераміки ширшим вживанням іншого візерунку й різноманитною шкалою оздобних мотивів (переважно хвилясті, лопато- й еліпсоподібні, спиралі та меандри).